# District de Kiến An
Kiến An est un district urbain de Haïphong dans le delta du fleuve Rouge au Viêt Nam. 

## Géographie
La superficie du district est de 29,6 km2. 